# Ciornomorivka, Kahovka
Ciornomorivka (în ucraineană Чорноморівка) este o comună în raionul Kahovka, regiunea Herson, Ucraina, formată numai din satul de reședință.

## Demografie
Componența lingvistică a comunei Ciornomorivka
     Ucraineană (93,7%)
     Rusă (5,4%)
     Alte limbi (0,63%)
Conform recensământului din 2001, majoritatea populației comunei Ciornomorivka era vorbitoare de ucraineană (93,7%), existând în minoritate și vorbitori de rusă (5,4%).